# Ken Scalabroni
Kenneth Scalabroni (* 2. September 1956 in Boston, Massachusetts) ist ein US-amerikanischer Basketballtrainer und ehemaliger Basketballspieler.

## Laufbahn
Scalabroni war von 1976 bis 1980 bei der US-Marine als Flugzeugelektriker tätig und gehörte zur Besatzung des Flugzeugträgers Nimitz. Anschließend arbeitete Scalabroni in Deutschland für die Flugzeughersteller Messerschmitt und Airbus. Als Schiffsingenieur nahm er 1985 an einer Weltumseglung teil und arbeitete hernach in Mailand und Miami als Dressman.
Seine erste Trainerstelle hatte der US-Amerikaner von 1987 bis 1989 in Bremen inne, dort betreute er die Damen des Vegesacker TV. Von 1990 bis 1993 war er Trainer beim finnischen Erstligisten FoKoPo in der Stadt Forssa. Zur Saison 1993/94 kehrte er nach Deutschland zurück und wurde beim Bundesligisten TTL Bamberg Assistent von Cheftrainer Terry Schofield. Mitte Dezember 1994 brach Schofield während eines Spiels zusammen und musste das Traineramt aus gesundheitlichen Gründen abgeben, Scalabroni übernahm. Er betreute die Bamberger während der Saison 94/95 in 19 Spielen als hauptverantwortlicher Trainer und führte die Mannschaft zu 13 Siegen. Scalabroni erreichte mit Bamberg in den Spielzeiten 94/95, 95/96, 96/97 und 97/98 jeweils das Bundesliga-Halbfinale. Erst als eine finanzielle Lücke die Existenz des Erstligisten 1999 bedrohte, bekam Scalabroni bei dem folgenden Umbruch keinen neuen Vertrag mehr.
Nach dem Ende seiner Bamberger Ära übernahm Scalabroni von Duško Ivanović, der zum CSP Limoges ging, den Schweizer Meister Benetton Olympic aus Freiburg im Üechtland. Unter Scalabroni gelangen keine neuen Erfolge, stattdessen eroberten die Lugano Tigers die Vorherrschaft in der Basketball-Nationalliga. Obwohl er mit den Freiburgern den Titel des Schweizmeisters verpasst hatte, wurde Scalabroni in der Saison 1999/2000 als Trainer des Jahres ausgezeichnet. Im Februar 2001 erhielt er das Angebot, das Traineramt beim schwer angeschlagenen deutschen Bundesligisten Braunschweig anzutreten, der nach dem Rückzug des Namensgebers Metabox als StadtSport Braunschweig weitermachte. Er beerbte in Braunschweig seinen Freund, den Finnen Henrik Dettmann, der als deutscher Bundestrainer vom DBB als „Nothilfe“ für diesen Posten vorübergehend freigestellt worden war. Da aufgrund der wirtschaftlichen Einschnitte fast alle Spieler Braunschweig verlassen hatten, stand Scalabroni vor der Aufgabe, mitten in der Saison und mit dem vom Insolvenzverwalter genehmigten Geld ein beinahe vollständig neues Aufgebot zusammenzustellen. Mit wenigen verbliebenen Spielern sowie Neuzugängen wie John Celestand und Robert Conley, die sich als Volltreffer erwiesen, gewann Scalabroni mit Braunschweig die ersten sechs Spiele in Folge. Man schaffte den Einzug ins Viertelfinale, dort folgte das Aus gegen Bonn. Die Saison 2001/02 mussten die Braunschweiger nutzen, um die Schulden zu verringern. Scalabroni musste die Mannschaft erneut umbauen, nur zwei Spieler waren geblieben. Er holte mit Demond Mallet einen Spieler, der mehrere Jahre Leistungsträger werden sollte und unter Scalabroni die ersten Schritte einer erfolgreichen Laufbahn machte. Zu Beginn der Saison 2001/02 mussten Scalabroni und seine Mannschaft eine Niederlagenserie einstecken und gerieten in Abstiegsgefahr. Mit der Nachverpflichtung von Gordan Firić wurde das Aufgebot entscheidend verstärkt, sodass Scalabroni die Braunschweiger letztlich zum Klassenerhalt führte. Im Spieljahr 2002/03 lief es deutlich besser: Scalabroni hielt die Braunschweiger Mannschaft zum Großteil zusammen. Dass Mallet im Laufe der Saison einen Kreuzbandriss erlitt, konnte weggesteckt werden. Scalabronis Braunschweiger standen am Ende der Hauptrunde auf dem dritten Tabellenrang und stießen bis ins Halbfinale um die deutsche Meisterschaft vor, in dem in spannenden Duellen mit Alba Berlin das Ausscheiden nicht verhindert werden konnte. In der Saison 2003/04 verpasste der Trainer mit Braunschweig den Einzug in die Meisterrunde, im Verlauf des Spieljahres war seine Mannschaft von erheblichen Verletzungsproblemen heimgesucht worden. Zu Beginn der Saison 2004/05 kam es zu einer sportlichen Krise und Scalabroni wurde am 11. Dezember 2004 von Dettmann abgelöst, der zwischenzeitlich sportlicher Leiter im Braunschweiger Verein geworden war. Er habe in dieser Saison zu keinem Zeitpunkt das Gefühl gehabt, dass sich Besserung einstellen würde, so Scalabroni später über den verkorksten Herbst 2004, in dessen Folge er entlassen wurde.
Scalabroni übernahm im Dezember 2006 den Trainer-Posten beim Bundesligisten Gießen 46ers bis zum Ende der Saison 2006/07, als sein Amtsvorgänger Stefan Koch während der laufenden Saison zurückgetreten war. Er führte die Mittelhessen zum Klassenerhalt, entschied sich aber gegen eine Fortsetzung seiner Arbeit in Gießen. In der folgenden Spielzeit wechselte Scalabroni in die tschechische Hauptstadt Prag, wo er den USK, Nachfolger der traditionsreichen Basketballabteilung im SK Slavia Prag, trainierte und sieben Jahre im Amt blieb. Zu den Spielern, die er beim USK förderte, gehörte Tomáš Satoranský. Dieser schaffte unter Scalabroni den Sprung in den Herrenbereich. Der US-Amerikaner schätzte seinen Anteil an der Weiterentwicklung Satoranskýs aber als gering ein, da der Spieler von sich aus großen Trainingsfleiß an den Tag legte.
Während des Spieljahres 2014/15 saß er als Cheftrainer auf der Bank des österreichischen Bundesligisten WBC Raiffeisen Wels. Nach einem Jahr ging Scalabroni aus familiären Gründen nach Prag zurück. Er wurde in der tschechischen Hauptstadt als Englischlehrer in einem Kindergarten sowie für den Basketball-Verband Tschechiens tätig, für den er als Nationaltrainer die Betreuung der weiblichen U18-Auswahl des Landes übernahm. Von 2016 bis 2019 war er bei USK Prag in der Nachwuchsarbeit beschäftigt.
2019 übernahm er wieder das Traineramt bei einer Profimannschaft, BK Pardubice, in der ersten tschechischen Liga. 2021 wurde dort Dino Repeša sein Nachfolger.

## Sonstiges
Scalabroni hat mit seiner aus Prag stammenden Frau, welche er in Bamberg kennengelernt hatte, zwei Töchter.